# Murillo, Mexiko
Murillo är en ort i Mexiko.   Den ligger i kommunen Tapachula och delstaten Chiapas, i den sydöstra delen av landet, 900 km sydost om huvudstaden Mexico City. Murillo ligger 64 meter över havet och antalet invånare är 764.
Terrängen runt Murillo är platt. Runt Murillo är det ganska tätbefolkat, med 124 invånare per kvadratkilometer. Närmaste större samhälle är Tapachula, 10,6 km norr om Murillo. Trakten runt Murillo består till största delen av jordbruksmark.